# 孫科
孫 科（そん か、1891年〈光緒17年9月18日〉10月20日 - 1973年〈民国54年〉9月13日）は、中華民国の政治家。孫文の長男で、生母は盧慕貞。子に孫治平と孫治強など。国民政府において要職を歴任した。字は哲生。

## 事績

### 父とともに
1895年（光緒21年）冬、サンフランシスコに渡りキリスト教系の学校で教育を受ける。1910年（宣統2年）には中国同盟会に加入した。その後カリフォルニア大学バークレー校を卒業し、コロンビア大学で経済学修士を取得した。
1917年（民国6年）8月に帰国、護法運動を開始した孫文の下で、大元帥府秘書兼外交部秘書に任命された。1920年（民国9年）11月、広州市政庁長兼治河督弁に任命される。まもなく広州に市制が導入されたことに伴い、孫科が初代市長となった。1922年（民国11年）8月、中国国民党改進案起草委員会委員に任命される。翌年10月、党臨時中央執行委員会委員に任命され、第1回全国代表大会の準備に関わった。翌年11月からの、孫文の北京行に随従し、1925年（民国14年）3月の孫文の臨終に立ち会っている。
同年7月、大元帥府改組により国民政府が成立すると、孫科は国民政府委員、中央軍事委員会委員に任命された。1926年（民国15年）1月、国民党第2期中央執行委員に選出される。5月には広東省建設庁長兼政府委員に任命された。広州市長時代も有能な行政官としての評価を得ていた孫科は、この時も優れた行政手腕を発揮し、都市建設に多大な成果をあげている。

### 反蔣介石運動への参加
同年12月、国民政府の武漢遷都に伴い孫科も武漢へ移動、国民党中央執行委員会常務委員、航空処処長 などを歴任した。蔣介石が南京に国民政府を樹立し、また、上海を拠点とする西山会議派が存在するなどの分裂局面では、孫科は武漢を含めた3派合流のための交渉に奔走している。結局3派は1927年（民国16年）8月に合流した。翌9月、孫科は中華民国国民政府組織法と中国国民党訓政綱領の起草を行った。10月には、考試院副院長兼行政院鉄道部長兼交通大学校長に就任した。
1931年（民国20年）2月28日、胡漢民が蔣介石に軟禁されると、胡と交友があった孫科は蔣介石に反発する。そして、反蔣介石派と連合して同年5月、広州に中国国民党中央執監委員非常会議と国民政府を樹立した。まもなく、満洲事変が発生したため、蔣介石と和解し、翌年元旦に孫は行政院長に任命された。しかし、蔣介石の支援を得られず、1カ月と持たず辞任した。

### 立法院院長として

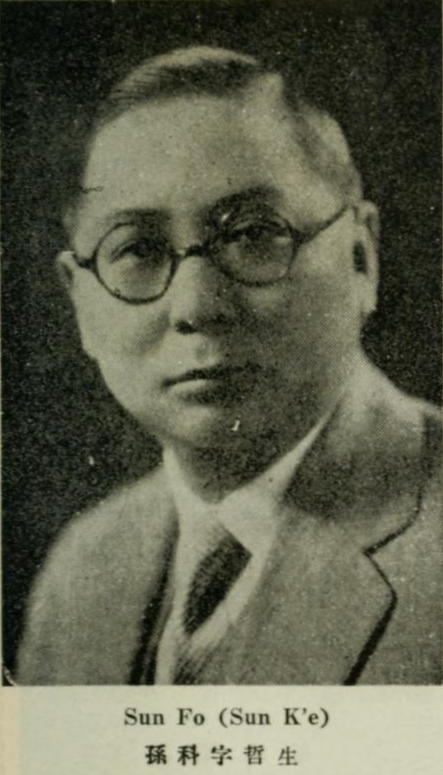
国民政府時代の孫科
Who's Who in China Suppl. to 4th ed. (1933)

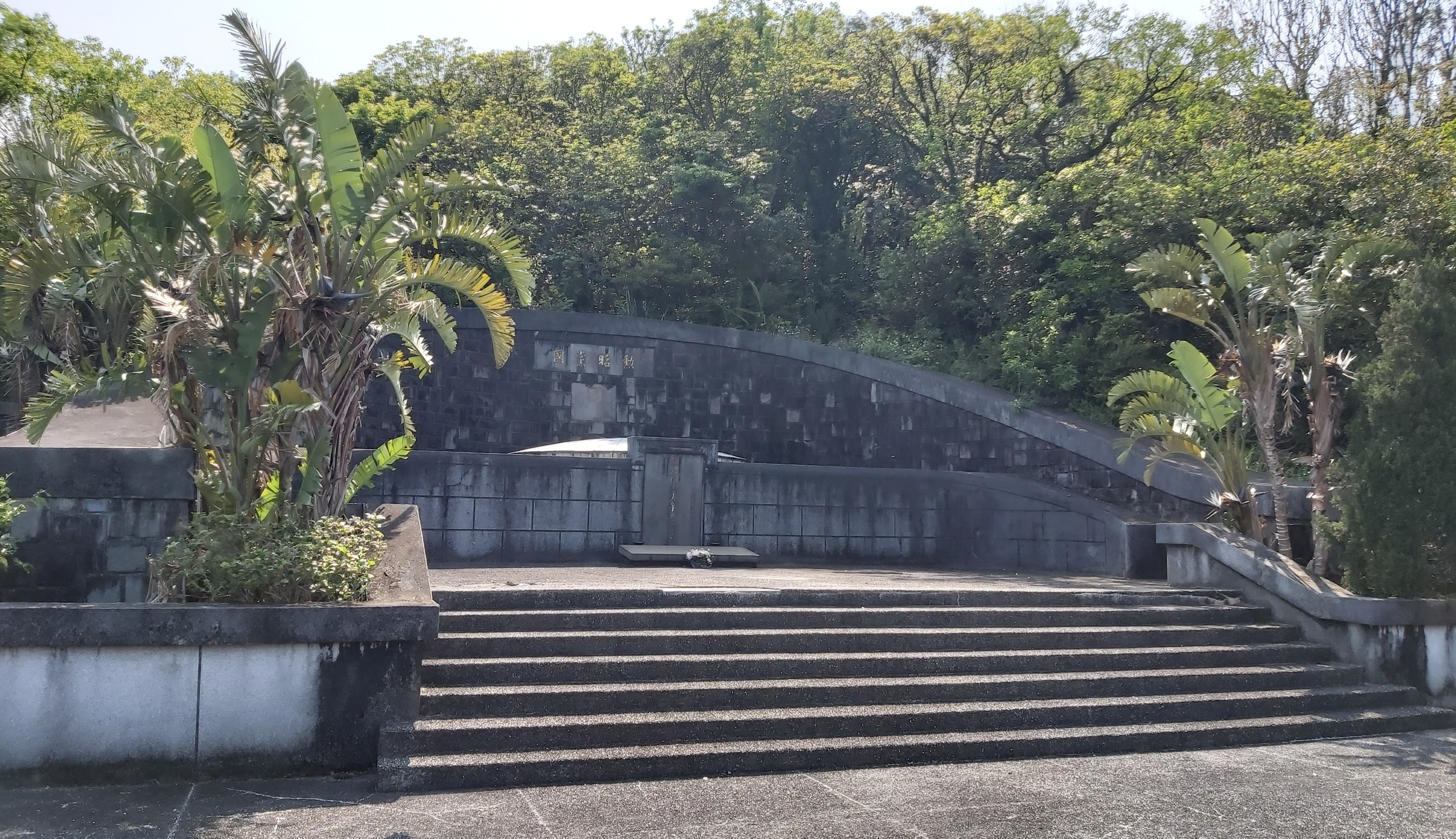
孫科の墓（台北市）

1933年（民国22年）1月、孫科は立法院長に任命され、以後15年にわたり就任した。孫科は就任直後から憲法起草委員会を組織し自ら委員長となり、中華民国憲法の策定作業を進めた。当初議院内閣制型の統治機構を考案していた孫科は、行政院が実質的な権力を有し総統は民選ながらも実質的な政治権力を有しない内容を構想した。しかし蔣介石はこの内容に反対し、総統が実質的な権力を有し、しかも行政院会議により間接選挙されるものに改めさせた。1936年（民国25年）5月5日に憲法草案が公布されたが（五五憲草）、孫科は蔣介石の介入に不満を有し、また民主党派や中国共産党からも批判が噴出した。
孫科の政治的立場は、対外的には「積極抗日、中ソ友好」であり、対内的には民主党派との連携を強める方向性を持っていた。外交面での孫科の活躍も大きく、1937年（民国26年）8月21日には、中ソ相互不可侵条約を締結し、ソ連からの援助・借款取得の締結を実現している。また立法院院長として、上記憲法起草以外にも各種法制整備を担当した。
1948年（民国37年）、孫科は蔣介石の説得を受けて副総統選挙に出馬、決選投票で李宗仁に敗れている。同年11月、孫は行政院院に就任したが、まもなく蔣介石が下野し、代理総統に就任した李との関係に亀裂があった孫も1949年（民国38年）3月8日に下野している。
下野した孫科はフランス、アメリカに移住した。1965年（民国54年）の孫文生誕100周年記念大会に出席するために台湾を訪れた。この時、孫科は蔣介石の招聘により総統府資政として台湾に留まる。さらに翌年に考試院長に就任した。
1973年（民国62年）9月13日、孫科は心臓病により台北で死去した。享年83（満81歳）。

### その他
「ミカドは去るべし」と題した論文を発表し、天皇制廃止論を唱えた。